# Allium karamanoglui
Allium karamanoglui är en amaryllisväxtart som beskrevs av Mehmet Koyuncu och Fania Weissmann- Kollmann. Allium karamanoglui ingår i släktet lökar, och familjen amaryllisväxter. Inga underarter finns listade i Catalogue of Life.